# Дзаис, Джузеппе
Джузеппе Дзаис (итал. Giuseppe Zais; 22 марта 1709, Форно-ди-Канале — 29 октября 1784, Тревизо) — итальянский живописец и гравёр в технике офорта, пейзажист пасторального жанра, вышедший из венецианской школы. Мастер живописной ведуты. Писал также морские пейзажи с бурями и сражениями. Работал главным образом в Венеции.

## Биография
Художник родился в Форно-ди-Канале, провинция Беллуно, область Венето. Его учителем был Марко Риччи, а затем Франческо Дзуккарелли, который позднее сам испытал влияние Дзаиса. С 1732 года художник работал в Венеции, с 1774 года — в Тревизо. Писал каприччи с античными руинами и «фигурами», которые добавляли к идиллическому пейзажу типично итальянские бытовые сценки. Известен также участием в росписях фресками виллы Пизани в Стра (между 1760 и 1765 годами). С 1774 года Дзаис был членом Венецианской академии изящных искусств.
Творчество Дзаиса относят также к так называемой аркадской школе, название которой происходит от картины Гверчино «Et in Arcadia ego», темы, которая была разработана в семнадцатом веке Франческо Альбани, Никола Пуссеном и Сальватором Розой.
Аббат Ланци в «Истории живописи в Италии от Возрождения до конца XVIII века» (Storia pittorica della Italia. Dal risorgimento delle belle arti fin presso al fine del XVIII secolo, 1795—1796) утверждал, что Джузеппе Дзаис работал под влиянием консула Джозефа Смита, известного английского покровителя венецианских художников. Последние годы Дзаис жил в нищете, cкончался в Тревизо, по словам Ланци «предавшись нерадивости и распутству, он умер как нищий в больнице».

## Галерея

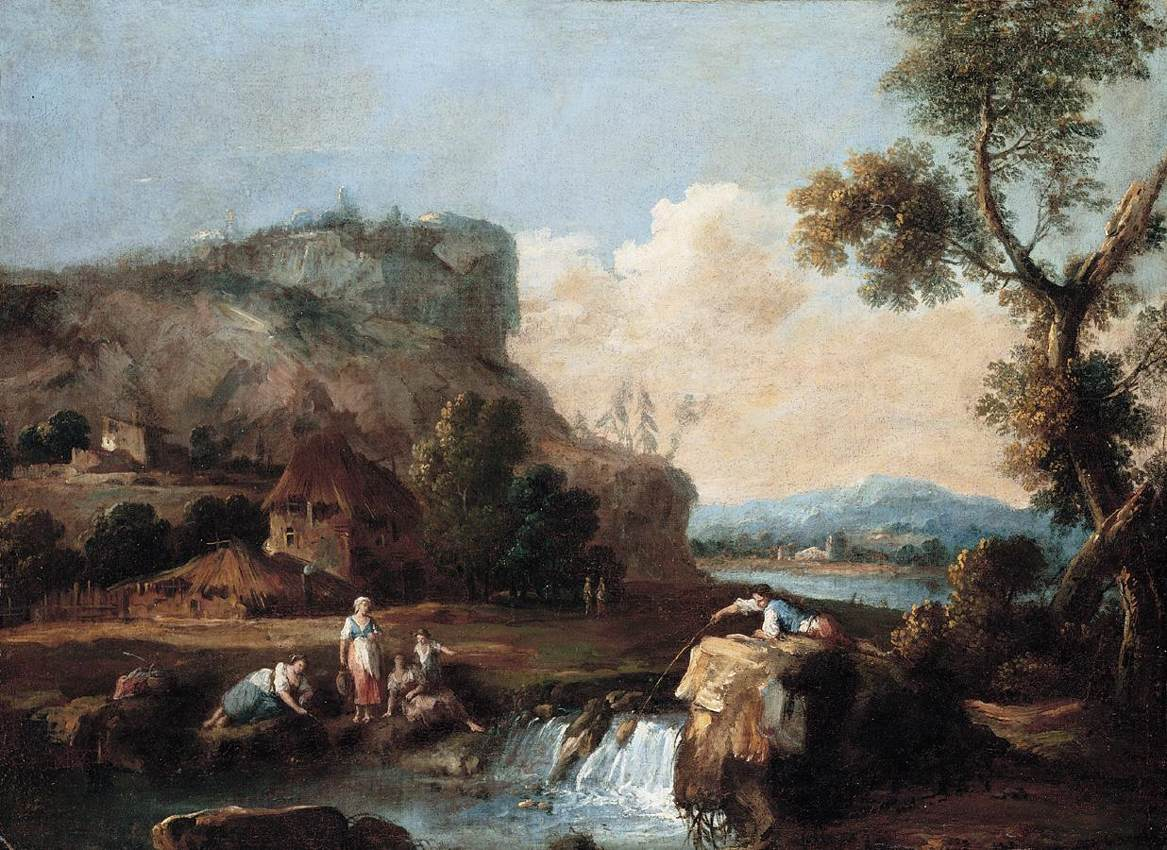
Пасторальный пейзаж. Между 1760 и 1770. Холст, масло. Частное собрание
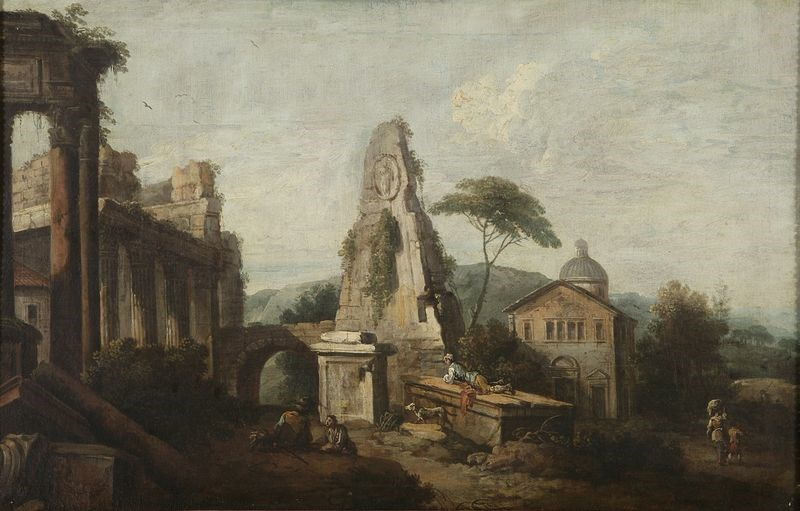
Руины с пирамидой. Между 1760 и 1770. Холст, масло. Музей изящных искусств, Нанси
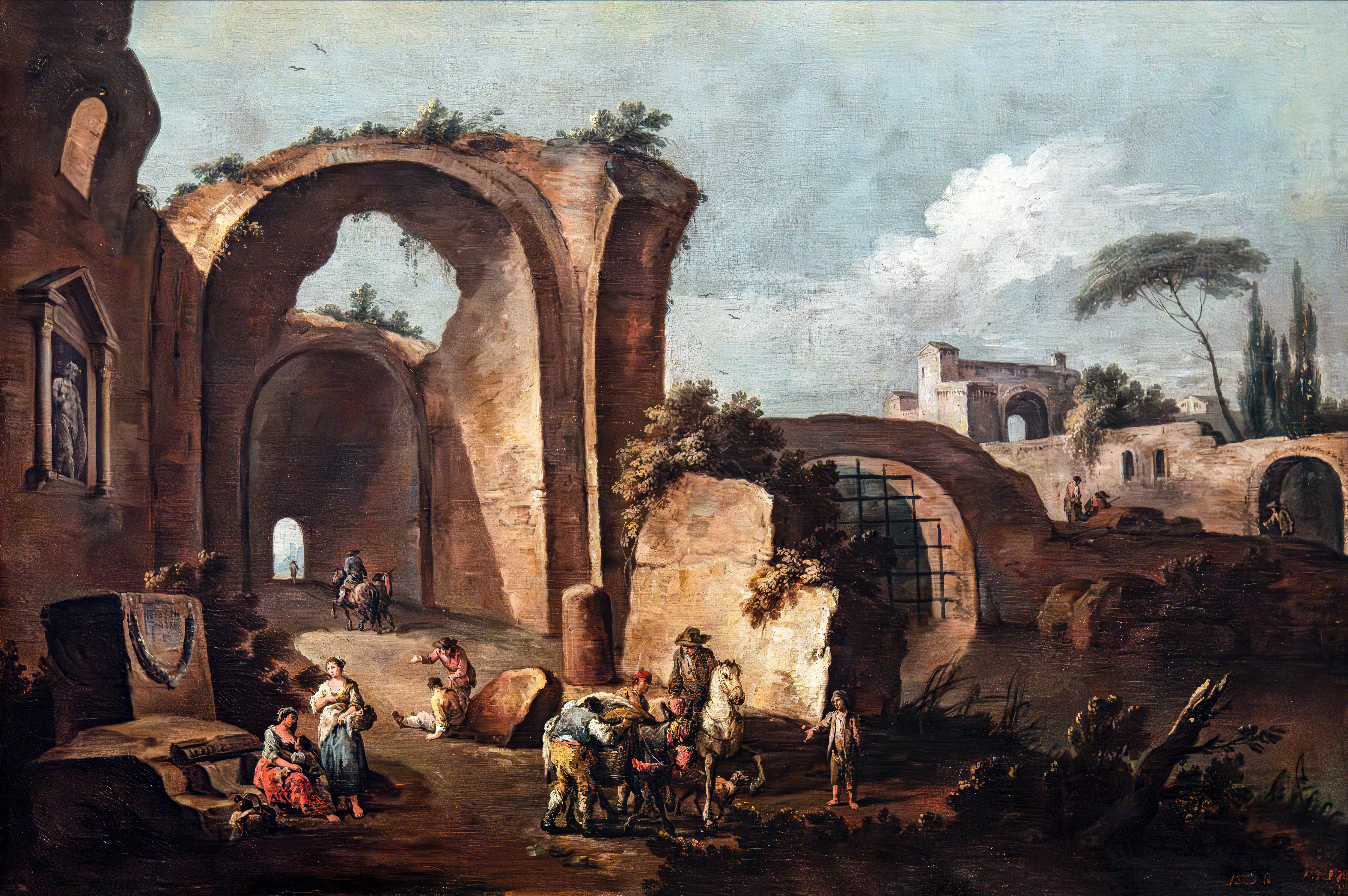
Руины сводчатого здания. Ок. 1730. Холст, масло. Галерея Академии, Венеция
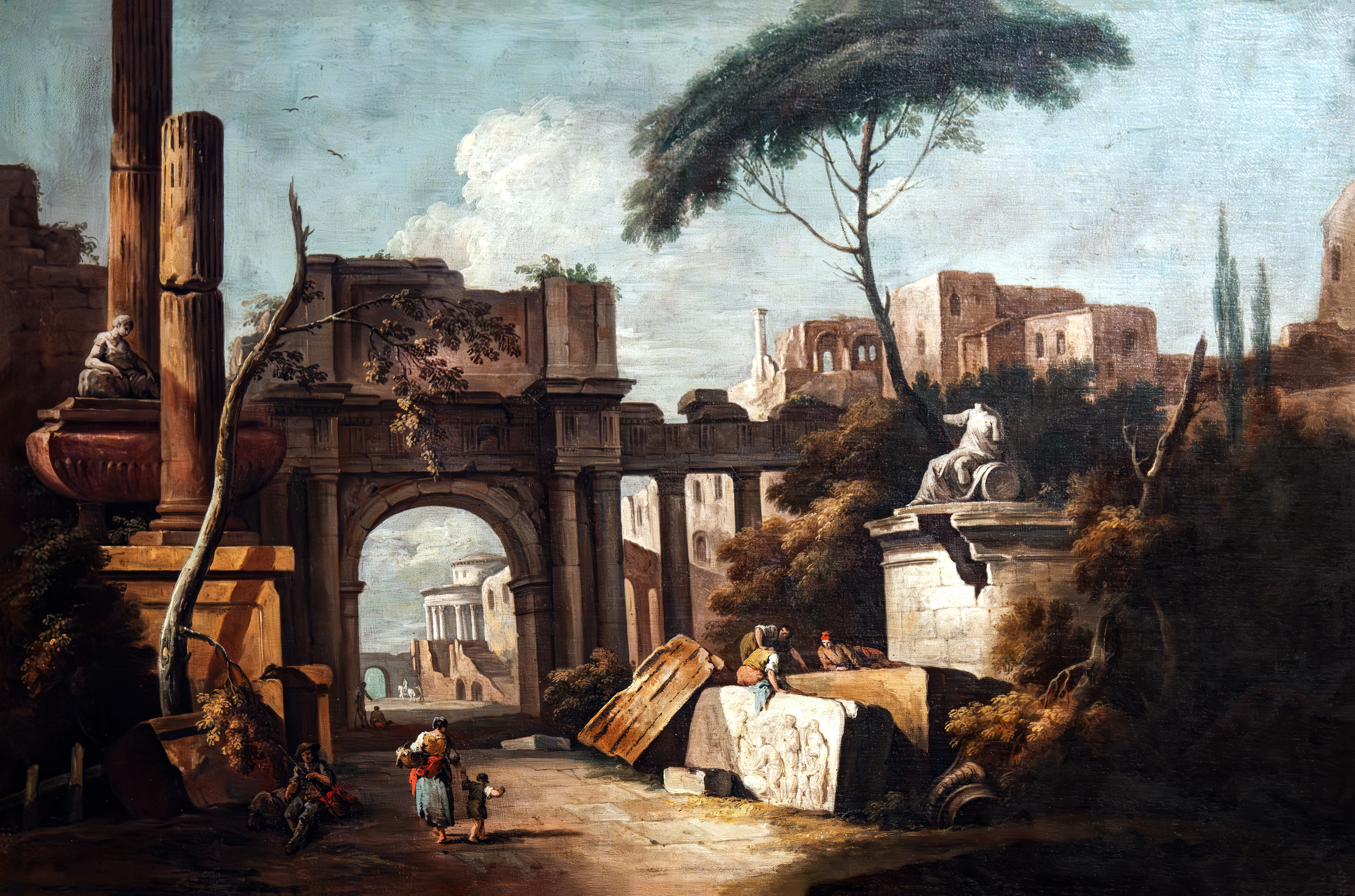
Руины с большой аркой и колоннами. Ок. 1730. Холст, масло. Галерея Академии, Венеция
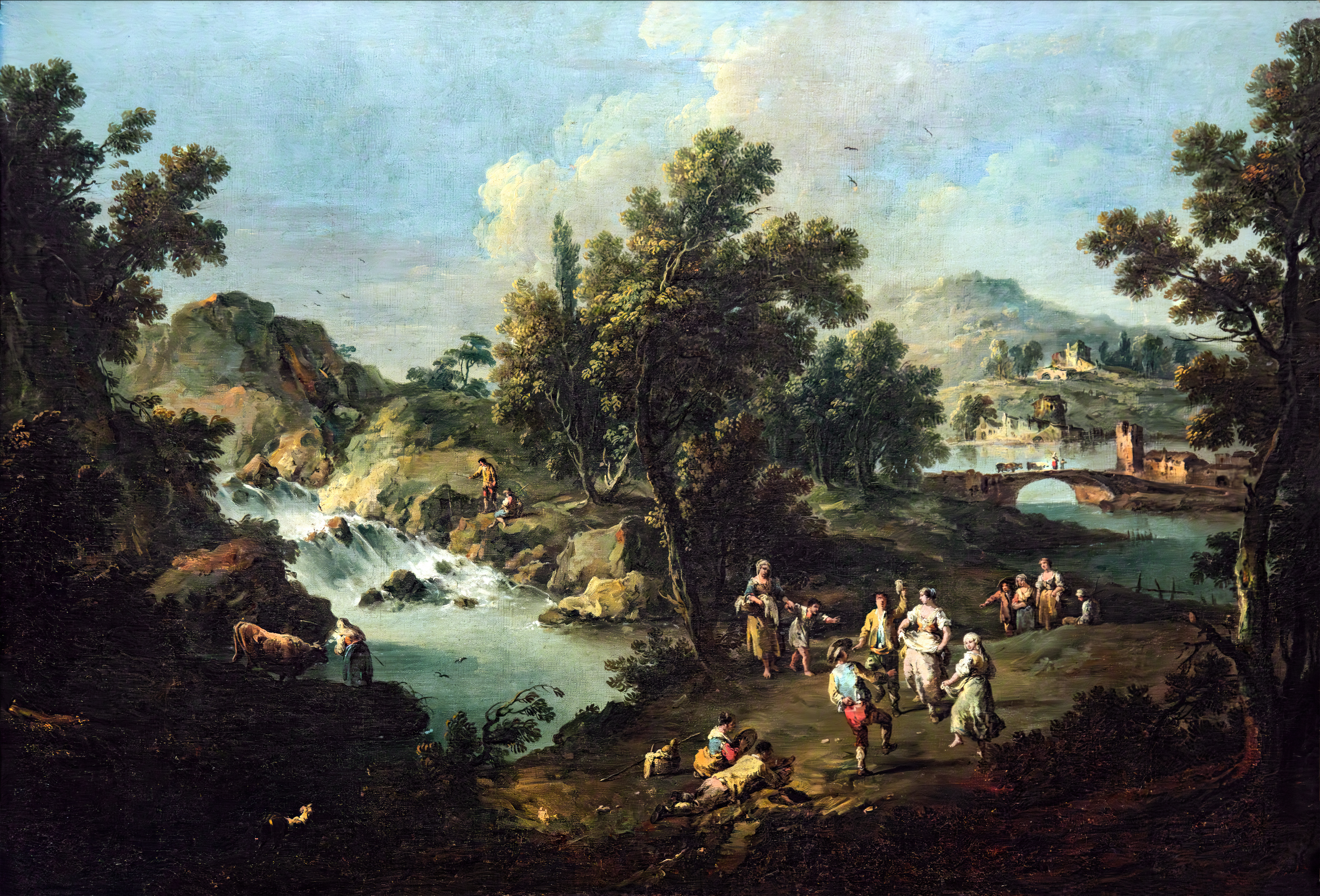
Пейзаж с водопадом и танцующими крестьянами. Ок. 1730. Холст, масло. Галерея Академии, Венеция
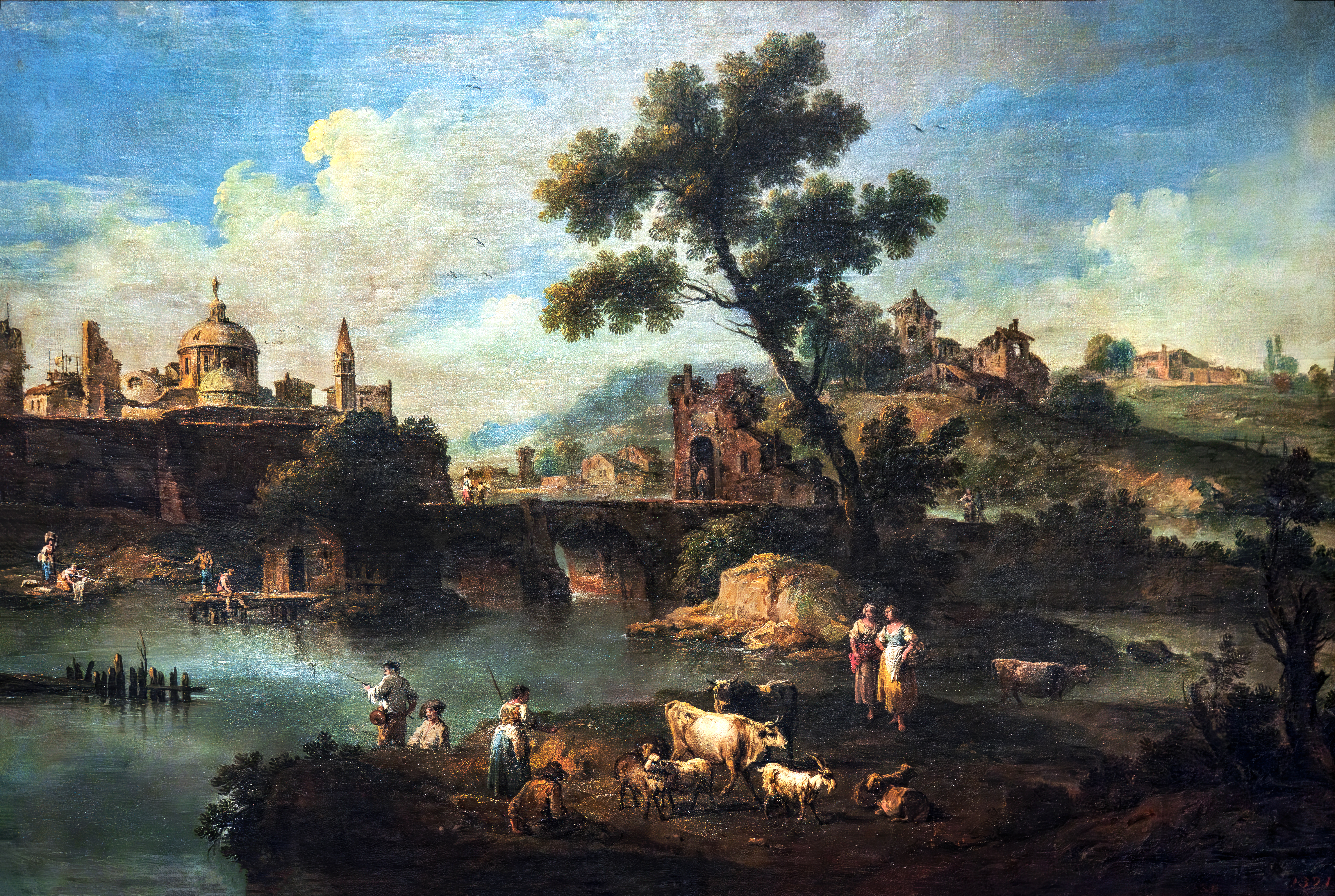
Пейзаж с рекой, мостом и животными. Ок. 1730. Холст, масло. Галерея Академии, Венеция
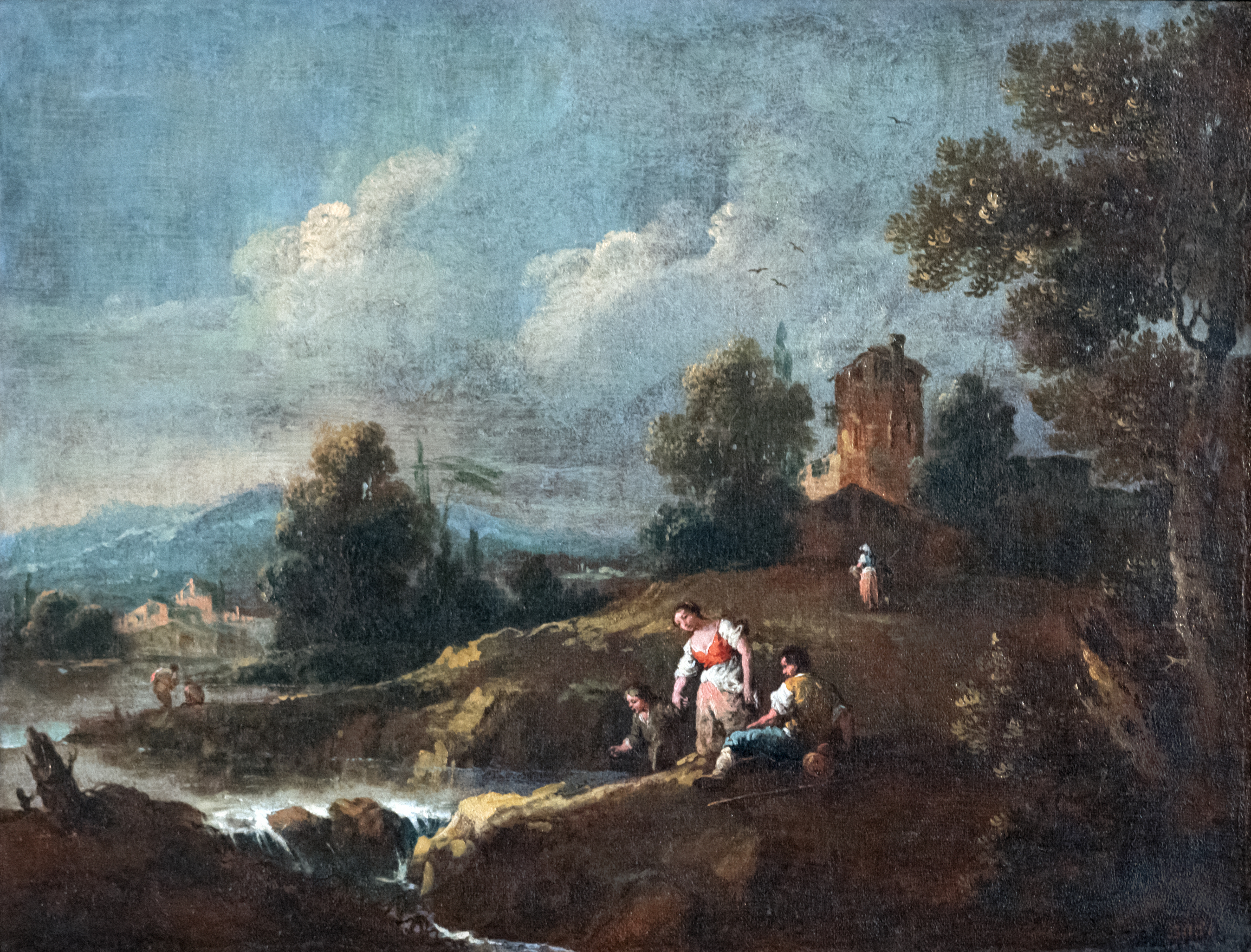
Пейзаж с отдыхом у ручья. 1750-е. Холст, масло. Ка-Реццонико, Венеция